# خواكين فرنسيسكو باتشيكو إي غوتيريز-كالديرون
خواكين فرنسيسكو باتشيكو إي غوتيريز-كالديرون هو كاتب مسرحي ومحامي وصحفي وكاتب ووزير ومؤرخ ودبلوماسي وسياسي إسباني، ولد في 22 فبراير 1808 في إستجة في إسبانيا، وتوفي في 8 أكتوبر 1865 في مدريد في إسبانيا. نشط حزبياً في حزب الوسط.

## مناصب
- انتخب عضو مجلس الشيوخ الإسباني  [لغات أخرى]‏.
- انتخب سفير.
- انتخب President of the Council of Ministers ‏.
- انتخب ambassador of Spain to France  [لغات أخرى]‏.